# بایتون کی-بیت
بایتون کی-بیت (به انگلیسی: Byton K-Byte) یک خودروی مفهومی الکتریکی سدان است که توسط بایتون تولید شده‌است. این خودرو در نمایشگاه بین‌المللی سی‌ئی‌اس ۲۰۱۸ آسیا رونمایی شد.

## نگارخانه

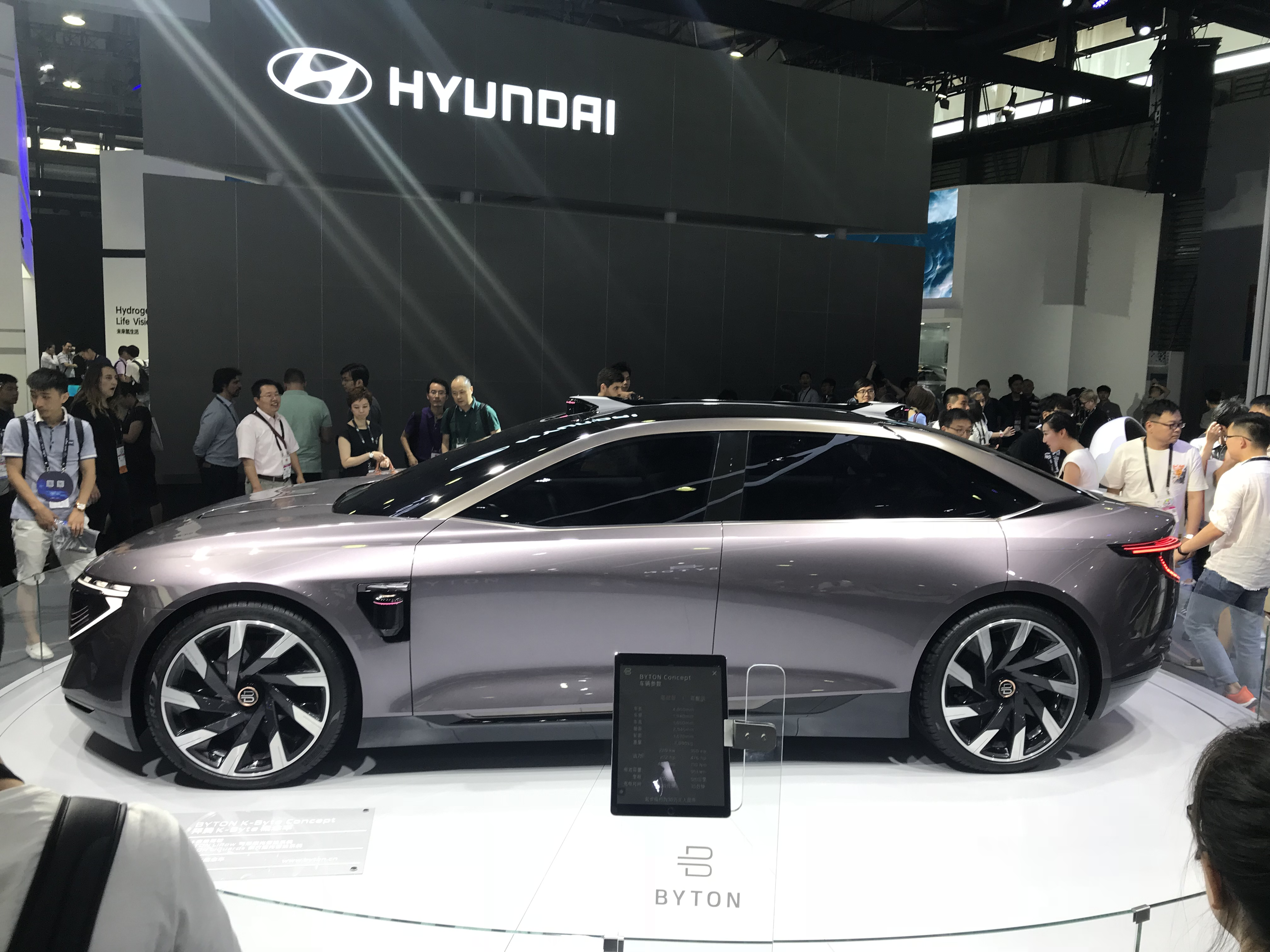
نمای بغل
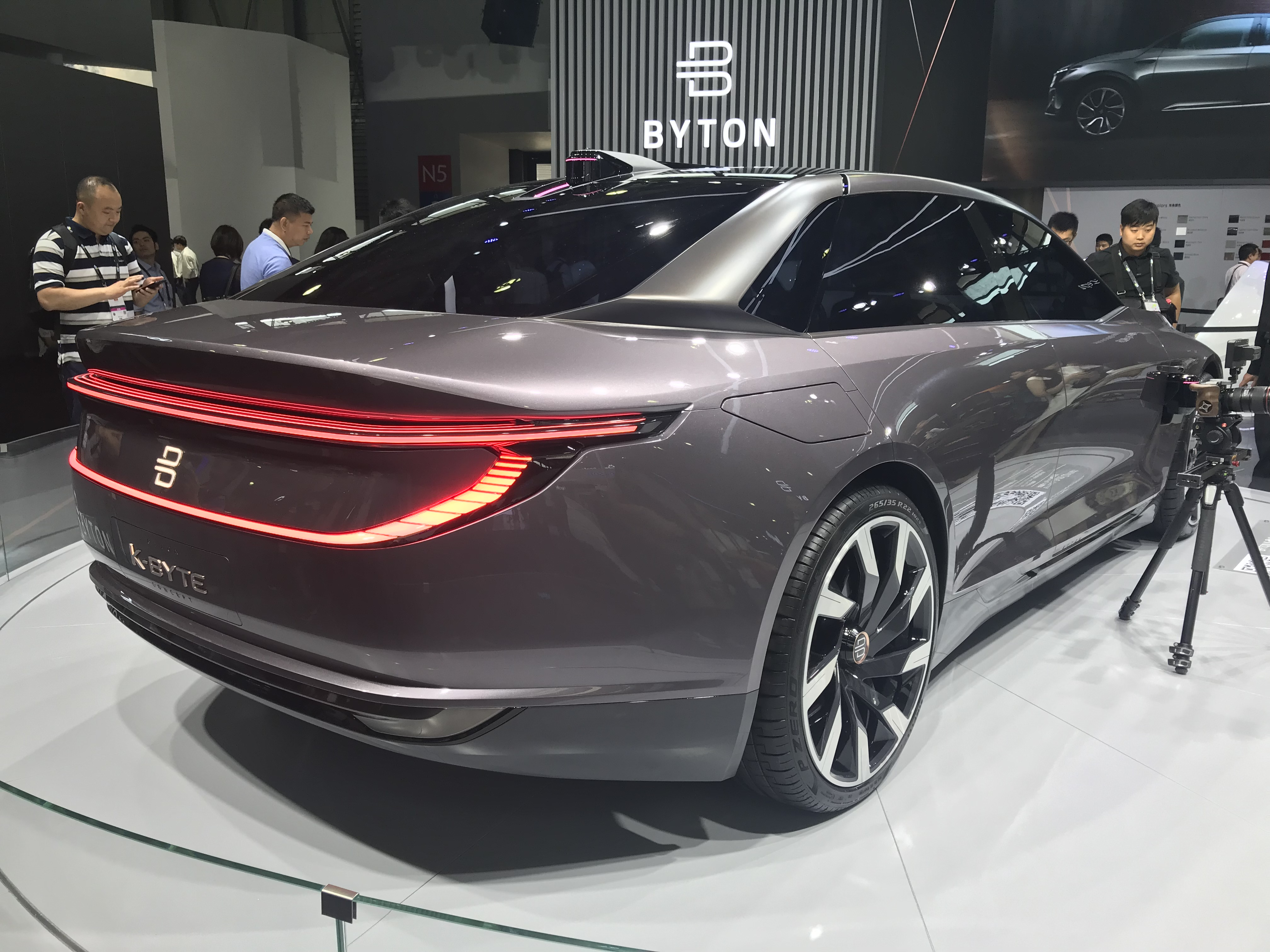
نمای عقب